# Antoine Portal
Pour les articles homonymes, voir Portal.
Antoine Portal, né à Gaillac le 5 janvier 1742 et mort à Paris le 23 juillet 1832, est un médecin, anatomiste, biologiste et historien de la médecine français, dont les relations étroites avec Louis XVIII — il était premier médecin du roi — permirent la création de l'Académie de médecine. C'était le grand-père d'Émilie de Vialar, grâce à l'héritage duquel elle put démarrer sa congrégation hospitalière.

## Biographie
Descendant d'une famille d'apothicaires de Cahuzac-sur-Vere, aîné d’une fratrie de douze enfants, il étudie la médecine à Albi et à Toulouse. En 1765, il obtient son titre de docteur à Montpellier, où il commence à enseigner l’anatomie.
En 1766, il s'installe à Paris. Grâce à la recommandation du cardinal de Bernis (1715-1794) auprès des médecins du roi Jean-Baptiste Sénac (1693-1770) et Joseph Lieutaud (1703-1780), il est nommé précepteur d'anatomie auprès du Dauphin en 1767.
En 1769, il entre à l'Académie des sciences et il succède à Antoine Ferrein (1693-1769) à la chaire d'anatomie au Collège royal. Il publie une Histoire de l'anatomie et de la chirurgie, contenant l'origine et les progrès de ces sciences.
En 1776, Buffon (1707-1788) le fait nommer professeur d'anatomie au Jardin du roi. Il soigne les principaux personnages de la cour, et fait une série de consultations au cardinal de Rohan pendant son internement à la Bastille (à partir du 15 août 1785). Il obtient la chaire nouvellement créée d'anatomie humaine au Muséum national d'histoire naturelle en 1793. Il soigne son ami Cambacérès et le pape Pie VII dans son exil à Savone. En 1803, il fait paraître son fameux Cours d'anatomie médicale en cinq volumes. Louis XVIII le fait nommer premier médecin du roi, fonction qu'il occupe également sous Charles X. Cette charge le place à la tête d'un service médical de plus de vingt médecins de Paris, le fait entrer dans les conseils d'administration de nombreuses œuvres de charité, d'hôpitaux et hospices civils, etc
Il contribue largement à la création, en 1820, de l'Académie de médecine, dont il est nommé président d'honneur. Cette académie avait pour objectif de rassembler l'élite des médecins et des chirurgiens français.
Il réussit à survivre à tous les régimes politiques tout en y récoltant tous les honneurs. Auteur fécond, il ne réalise pourtant aucune découverte majeure.
Le baron Portal meurt le 23 juillet 1832 des suites de la maladie de l'homme de pierre, à l'âge de 90 ans. Il est inhumé au cimetière du Calvaire (Saint-Pierre de Montmartre).

## Écrits d'Antoine Portal

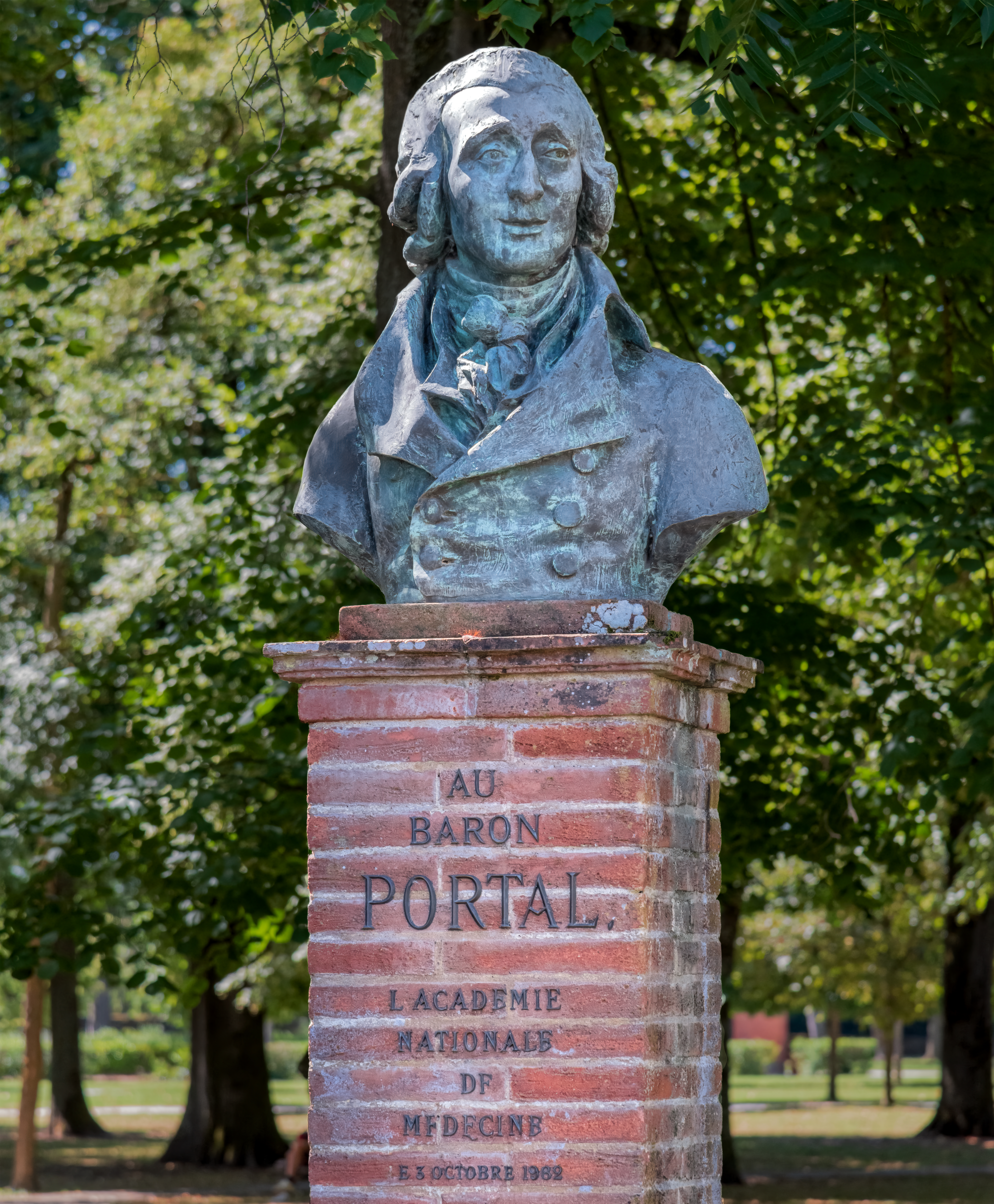
Monument au Baron Portal dans le parc de Foucaud à Gaillac.

En 1827, il publie un article sur les signes avant-coureurs de l'épilepsie :

« Quelquefois une idée de même nature précède l'accès ; d'autres fois cette idée qui se répète souvent est différente, mais plus ou moins triste ; un mal de tête gravatif les devance souvent, en même temps ou dans les intervalles desquels il survient un affaiblissement notable dans les organes de la vue, de l'odorat, de l'ouïe, du goût, ainsi qu'une grande débilitation dans les mouvemens et la sensibilité des parties qui constituent le tronc et les extrémités, tandis que c'est plus fréquent, il y a au contraire une exaltation dans leur sensibilité et leur mouvement. Il y a des crampes dans les muscles de diverses parties du corps ; des pieds et des jambes surtout, et plus souvent encore des vertiges qui sont plus ou moins durables et violens. Ils sont accompagnés de bruits que les malades éprouvent dans les oreilles; d'un vice de l'odorat tel que ce qui paraissait au malade avoir une très bonne odeur lui semble très fétide ; c'est ce qui a été plusieurs fois observé; tandis que quelques autres épileptiques ont éprouvé un tel changement dans l'odorat, dans le goût, et dans l'ouïe, que ce sensations leur devenaient plus exquises que dans l'état naturel.

Il y a des tremblements des membres, des baillemens, des rots, des nausées, avec un sentiment de rétraction dans la région épigastrique.

Cependant très souvent l'épilepsie survient d'une manière si prompte et sans être annoncée par aucun symptôme antécédent, que les malades tombent subitement à terre. C'est sans doute de cette chute que lui est venu le nom de mal caduc qu'elle porte, dénomination qui, pour la même raison, a été donné à l'apoplexie, qu'on a aussi appelée morbus attonitus. »

## Principales publications

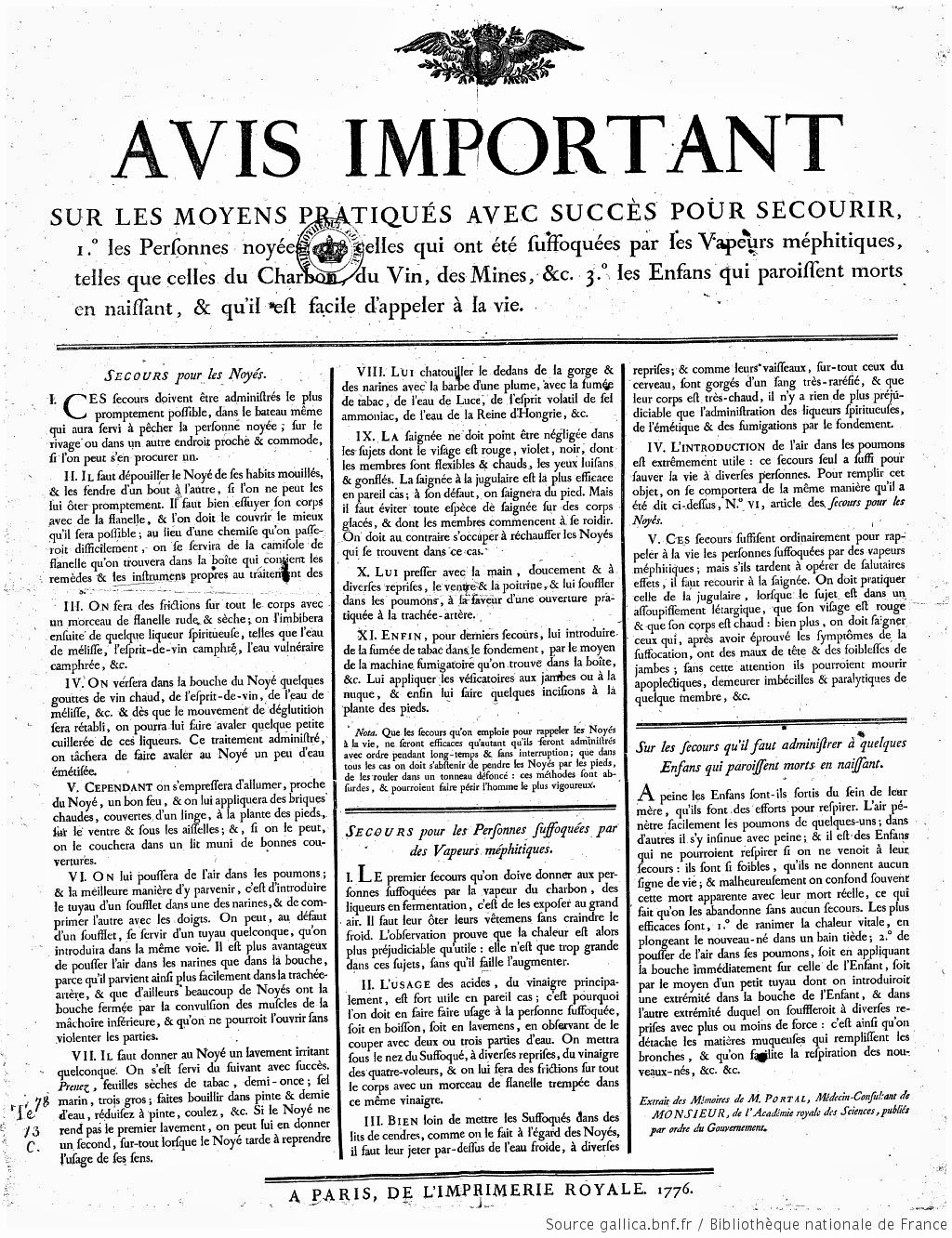
Avis important sur les moyens pratiqués avec succès pour secourir […] Impr. royale (Paris), 1776

- Précis de chirurgie pratique, contenant l'histoire des maladies chirurgicales, et la manière la plus en usage de les traiter, 2 volumes, 1768
- Histoire de l'anatomie et de la chirurgie, contenant l'origine et les progrès de ces sciences, 7 volumes, P. Fr. Didot le jeune (Paris), 1770-1773

1. Tome 1, 1770, Texte en ligne disponible sur LillOnum
2. Tome 2, 1770, Texte en ligne disponible sur LillOnum
3. Tome 3, 1770, Texte en ligne disponible sur LillOnum
4. Tome 4, 1770, Texte en ligne disponible sur LillOnum
5. Tome 5, 1770, Texte en ligne disponible sur LillOnum
6. Tome 6, 1773, Texte en ligne disponible sur LillOnum

- Observations sur les effets des vapeurs méphitiques sur le corps de l'homme et sur les moyens de rappeler à la vie ceux qui en ont été suffoqués, 1775
- Observations sur la nature et sur le traitement de la rage, suivies d'un précis historique et critique des divers remèdes qui ont été employés jusqu'ici contre cette maladie, 1779
- Observations sur la nature et sur le traitement du rachitisme, ou des courbures de la colonne vertébrale, et de celles des extrémités supérieures et inférieures, 1797
- Mémoires sur la nature et le traitement de plusieurs maladies, par Antoine Portal, avec le précis des expériences sur les animaux vivans, d'un cours de physiologie pathologique, 1800-1825
- Cours d'anatomie médicale, ou Élémens de l'anatomie de l'homme, avec des remarques physiologiques et pathologiques, et les résultats de l'observation sur le siège et la nature des maladies, d'après l'ouverture des corps (5 volumes, 1803-1804)
- Traitement des asphyxiés, 1805.
- Observations sur la nature et le traitement de la phthisie pulmonaire, 1809,

1. volume 1, lire en ligne sur Gallica,
2. volume 2, lire en ligne sur Gallica

- Observations sur la nature et le traitement de l'apoplexie, et sur les moyens de la prévenir, 1811, lire en ligne sur Gallica
- Observations sur la nature et le traitement des maladies du foie, Caille et Ravier, 1813
- Notice sur la maladie et la mort de Madame la baronne de Staël , impr. de Fain (Paris), 1820-1830, lire en ligne sur Gallica
- Observations sur la nature et le traitement de l'hydropisie, 2 volumes, 1824
- Observations sur la nature et le traitement de l'épilepsie, 1827, lire en ligne sur Gallica
- Mémoire sur quelques maladies du foie, qu’on attribue à d’autres organes; et sur les maladies dont on fixe ordinairement le siège dans le foie, quoiqu'il n’y soit pas, Collect acad mém, etc. Partie franç, 16, 457-465, 1787.

Il a aussi préparé une édition augmentée du Traité de la structure du cœur, de son action et de ses maladies de Jean-Baptiste Sénac (Paris, 1774).